# 오자토 사다토시
오자토 사다토시(일본어: 小里 貞利, 1930년 8월 17일~2016년 12월 14일)는 9선 중의원 의원을 지낸 일본의 정치인이다.

## 생애
1930년 8월 17일 가고시마현 아이라군 기리시마정(현 기리시마시)에서 태어났다. 1949년 가고시마현립 가지키 고등학교를 졸업한 뒤 지역의 부흥을 위해 청년단에서 활동했다. 1954년부터 1955년까지 가고시마현 청년단협의회장을 역임했다.
1959년 가고시마현의회 의원 선거에 출마해 당선되면서 정계에 입문했다. 이후 1979년까지 6선 현의원을 지냈으며 1975년부터 4년간 현의회 의장을 역임했다. 1979년 현의원에서 사직한 뒤 같은 해 9월에 치러진 총선에 출마해 당선되면서 중의원 의원이 되었다. 오자토는 교통 환경을 개선하면 중앙과 지방의 경제 격차를 줄일 수 있을 거라 여겨 중앙 정계 진출을 꿈꿨고 이후 일관하여 정비 신칸센에 관여했다. 이로 인해 오자토는 미스터 신칸센이란 별명을 얻게 되었다.
자유민주당 굉지회 소속이었는데 관료파가 많은 굉지회에서 보기 드문 당인파였다. 굉지회 내에서도 다나카 로쿠스케를 지지했으며 이후에는 가토 고이치를 따랐다. 1990년 제2차 가이후 내각 (개조)에 노동상으로 첫 입각했으며 1991년에는 자유민주당 부간사장이 되었다.
1993년 총선으로 자민당이 창당 이래 처음으로 야당으로 전락하고 오자와 이치로를 중심으로 한 연립 정권이 출범했다. 하지만 오자와의 강압적·독재적 태도에 연립의 일각인 일본사회당은 염증을 느끼고 있었다. 1994년 자민당 국회대책위원장이 된 오자토는 자유민주당 간사장 모리 요시로와 함께 사회당 위원장 무라야마 도미이치·사회당 국대위원장 노사카 고켄과 비밀리에 접촉해 자사사 연립 정권 수립에 합의했다. 이후 무라야마 내각이 출범하자 홋카이도 개발청 장관 겸 오키나와 개발청 장관에 취임했다. 1995년 1월 효고현 남부 지진이 일어나자 부흥과 복구를 위해 한신·아와지 부흥대책본부 부본부장으로 자리를 옮겼다.
1996년 중의원 예산위원회 간사가 되었고 제1차 하시모토 내각을 추궁하는 신진당과 격렬한 공방전을 펼쳤다. 그리고 오자와 다쓰오, 모리모토 고지 등의 반발을 뒤로 하고 「특정 주택금융전문회사의 채권 책무의 처리 촉진 등에 관한 특별조치법」을 성립시키는 데 기여했다.
제2차 하시모토 내각 (개조)이 발족한 지 얼마 지나지 않은 1997년 9월 총무청 장관으로 입각한 사토 고코가 록히드 사건의 여파로 실형이 확정되면서 수감되었다. 하시모토 류타로는 후임으로 오자토를 지명했는데 평소 오토바이를 즐기던 오자토는 구마모토현에서 오토바이를 타고 있었다. 오자토의 비서가 급히 전화했지만 수신이 양호하지 못해 공중전화로 통화를 한 뒤 급히 도쿄 국제공항으로 가서 기다리고 있던 비서에게 양복을 건내받은 뒤 곧바로 총리대신 관저로 갔다는 일화가 남아 있다.
2000년에 자유민주당 총무회장이 되었다. 가토의 난이 일어났을 때 제2차 모리 내각에 대한 내각 불신임 결의안에 투표하지 말고 본회의에 결석하라고 가토와 야마사키 다쿠를 설득했다. 한편 간사장 노나카 히로무와 교섭하여 본회의에 결석한 의원들은 제명하지 않기로 약속을 받아냈다. 결과적으로 내각 불신임 결의안은 통과되지 않았지만 그 후유증으로 반가토 세력인 호리우치 미쓰오 등이 굉지회에서 이탈했고 굉지회는 소규모 파벌로 전락했다. 오자토도 이후의 당내 인사에서 총무회장직을 내놓아야 했다.
2001년 훈1등 욱일대수장을 수훈했다. 2002년 가토가 의원직에서 물러나자 파벌을 물려받았다. 이때부터 굉지회는 오자토파가 되었다. 하지만 2005년 총선에 불출마하면서 정계를 은퇴했다. 회장에서도 물러났고 후임 회장은 다니가키 사다카즈가 선출됐다.
2007년 5월 호쿠리쿠 신칸센이 후쿠이현까지 연장될지에 대해 후쿠이시에서 열린 후쿠이현 신칸센 촉진 대회에 참가해 특별 강연을 했다. 같은 해 10월에는 큐슈신칸센 개통을 위해 노력한 오자토의 업적을 기리기 위해 가고시마 중앙역에 오자토의 흉상이 설치됐다. 흉상 앞에는 비석이 있는데 고이즈미 준이치로가 쓴 비문에는 오자토를 미스터 신칸센이라 부르며 상찬하는 내용이 담겨 있다.
2016년 12월 14일 간부전으로 가고시마시에 위치한 병원에서 사망했다. 사후 정3위에 추서됐다.

## 역대 선거 기록
|  | 28.9% |

|  | 37.4% |

|  | 36.7% |

|  | 40.7% |

|  | 27.6% |

|  | 31% |

|  | 63.34% |

|  | 62.96% |

|  | 61.53% |

| 전임 쓰카하라 슌페이 | 제55대 노동대신 1990년 12월 29일~1991년 11월 5일 | 후임 곤도 데쓰오 |

| 전임 사토 모리요시 | 제61대 홋카이도 개발청 장관 1994년 6월 30일~1995년 1월 20일 | 후임 오자와 기요시 |

| 전임 사토 모리요시 | 제30대 오키나와 개발청 장관 1994년 6월 30일~1995년 1월 20일 | 후임 오자와 기요시 |

| 전임 사토 고코 | 제21대 총무청 장관 1997년 9월 22일~1998년 7월 29일 | 후임 오타 세이이치 |